# Guillermo Orts-Gil
Guillermo Orts-Gil (Barcelona, 1978) es un químico físico, asesor científico internacional, divulgador y director de comunicación español.

## Biografía
Hijo de un perito químico catalán y de una asistente de laboratorio aragonesa, Guillermo Orts-Gil nació y creció en Barcelona, ciudad en la que se licenció en Ciencias Químicas por la Universidad de Barcelona (2004). Ese mismo año se trasladó a Berlín, donde se doctoró en fisicoquímica por la Universidad Técnica de Berlín (2008) y donde, más tarde, se formaría también en Comunicación de la ciencia. Residente en Berlín durante casi 15 años, ha sido investigador y coordinador de proyectos en el Instituto Federal de Investigación de Materiales en Alemania y coordinador de grupo en la Sociedad Max Planck. El foco de su investigación giró en torno al estudio de nanotecnología aplicada a la nanomedicina.
En 2014 se convirtió en Director de Comunicación de la Sociedad de Científicos Españoles en Alemania (CERFA) y, en 2015, en el primer Coordinador y Asesor Científico Internacional de la Fundación Española para la Ciencia y la Tecnología (FECYT) en la Embajada de España en Alemania.
Desde 2008 ha colaborado en divulgación científica con medios como el Servicio de Información y Noticias Científicas, El Huffington Post, la revista Investigación y Ciencia, El cazador de cerebros (programa de televisión) o el programa de radio "En Conexión" del periodista afincado en Estados Unidos César Miguel Rondón.
Desde 2019 y hasta 2022, trabajó como Jefe de Comunicación y Relaciones Públicas en el Instituto de Bioingeniería de Cataluña. Entre 2022 y 2024 fue Director de la Edición Digital de la revista de divulgación Muy Interesante.En 2025 se convirtió en Director de Comunicación de la alianza de 9 universidades europeas conocida como CHARM-EU. 
Guillermo Orts-Gil ha sido invitado como ponente en universidades como el Instituto de Tecnología de Massachussets, la Universidad Técnica de Berlín, la Universidad Autónoma de Barcelona,
 o la Universidad Pompeu Fabra.

## Obra
Como científico ha contribuido a desarrollar varios sistemas experimentales basados en nanotecnología como, por ejemplo, el de fullereno para combatir infartos cerebrales, así como aditivos de Nivel nanoscópico para aplicaciones industriales. Sin embargo, la mayor parte de su tarea investigadora estuvo centrada en la nanotoxicología y en el estudio de los procesos fisicoquímicos relacionados con la interacción entre nanopartículas y entidades biológicas. En total, ha publicado más de una veintena de artículos revisados por pares, acumulando más de mil citas en la literatura científica.
Entre sus proyectos de comunicación de la ciencia destaca El científico sin fórmulas, mencionado en grandes medios como La Vanguardia y la Cadena Ser, popularizando a través de la narración de historias, áreas tan diversas como la nanotecnología, la Robótica, la neurociencia o la mecánica cuántica. También ha publicado artículos de opinión sobre temas tan diversos como Innovación, educación, creatividad, cultura, inteligencia, felicidad o mujeres en la ciencia. Entre las personalidades entrevistadas por Guillermo Orts-Gil encontramos al astronauta Pedro Duque, al fundador de ResearchGate, al paleontropólogo Eudald Carbonell, a la cazadora de planetas Sara Seager o al célebre médico, y crítico de las pseudociencia, Edzard Ernst.
En 2018 fue el promotor de la primera Etiqueta (internet) global para la comunicación de la ciencia en español y en redes sociales. El mismo año recibió el Premio AECC-Gutenberg otorgado por la Asociación Española de Comunicación Científica a la mejor contribución audiovisual en la Universidad Pompeu Fabra School of Management.
Como Coordinador y Asesor Científico Internacional ha promovido relaciones científicas entre España y países del entorno europeo, ha fomentado el talento y la cultura científica y de innovación, y ha analizado y asesorado sobre sistemas europeos de investigación.